# (4992) Kálmán
(4992) Kálmán es un asteroide perteneciente al cinturón de asteroides, descubierto el 25 de octubre de 1982 por la astrónoma ucraniana Liudmila Zhuravliova desde el Observatorio Astrofísico de Crimea (República de Crimea).

## Designación y nombre
Designado provisionalmente como 1982 UX10. Fue nombrado Kálmán en honor al compositor húngaro Imre Kálmán Koppstein.

## Características orbitales
Kálmán está situado a una distancia media del Sol de 2,573 ua, pudiendo alejarse hasta 2,866 ua y acercarse hasta 2,281 ua. Su excentricidad es 0,113 y la inclinación orbital 14,48 grados. Emplea 1508 días en completar una órbita alrededor del Sol.

## Características físicas
La magnitud absoluta de Kálmán es 12,8. Tiene 6,495 km de diámetro y su albedo se estima en 0,348.